# اتفاقيات لي أوش
اتفاقيات لي أوش هي اتفاقيات بين علماء فيزياء الجسيمات لتوحيد الواجهة بين برامج عناصر المصفوفة ومولدات الأحداث المستخدمة لحساب الكميات المختلفة. تم تشكيل الاتفاقية الأصلية في البداية في عام 2001 ، في مؤتمر عقد في لي أوش ، فرنسا ، وتم توسيعها لاحقًا.
في فيزياء الطاقة العالية التجريبية ، تُستخدم عدة مستويات من الحوسبة لمحاكاة تشغيل البيانات ، بما في ذلك البرامج التي تولد عناصر المصفوفة وتلك التي تولد الأحداث. ومع ذلك، هناك العديد من البرامج لكل من هذه المهام ، مثل وب إتش إي بي [الإنجليزية] و MadGraph لتوليد عناصر المصفوفة ، وبويثيا [الإنجليزية] وHERWIG لإنشاء الأحداث. اعتمادًا على الخصائص المحددة لإضمحلال الجسيمات التي يهتم بها الفيزيائيون. قد يرغب الفيزيائيون في استخدام برنامج معين لهذه المهام ، ولكن قبل اتفاق لي أوش ، لم تكن هناك واجهة عامة للتواصل بين البرامج حيث يتيح ذلك للفيزيائيين الاختيار بِحُرّية أكبر بين البرامج المختلفة. تسهل الاتفاقيات أيضًا إنشاء وظائف التوزيع الجزئي ، وهي مجموعات البيانات المستخدمة لحساب المقاطع العرضية للأحداث.
حددت الاتفاقية الأصلية واجهة برمجية لنقل معلومات الحدث، من حيث الكتل المشتركة لـ فورتران ، ولكن لم يتم تحديد تنسيق ملف تبادل البيانات حتى عام 2006.